# 豊臣秀吉が登場する大衆文化作品一覧
豊臣秀吉が登場する大衆文化作品の一覧（とよとみひでよしがとうじょうするたいしゅうぶんかさくひんのいちらん）。主人公とするものはこちらを参照。

## 映画
- 殉教血史 日本二十六聖人（1931年、日活） - 演：實川延一郎
- 天兵童子 第一篇 波濤の若武者（1955年、東映） - 演：宇佐美淳也
- 天兵童子 第二篇 高松城の密使（1955年、東映） - 演：宇佐美淳也
- 天兵童子 完結篇 日の丸初陣（1955年、東映） - 演：宇佐美淳也
- 敵は本能寺にあり（1960年、松竹） - 演：河津清三郎
- 反逆児（1961年、東映） - 演：原健策
- 忍者秘帖 梟の城（1963年、東映） - 演：織田政雄
- 飛びだす冒険映画 赤影（1969年、東映） - 演：大辻伺郎
- 尻啖え孫市（1969年、大映） - 演：中村賀津雄
- お吟さま（1978年、東宝） - 演：三船敏郎
- 忍者武芸帖 百地三太夫（1980年、東映） - 演：小池朝雄
- 千利休 本覺坊遺文（1989年、東宝） - 演：芦田伸介
- 利休（1989年、松竹） - 演：山﨑努
- 豪姫（1992年、松竹） - 演：笈田勝弘
- 梟の城 owl's castle（1999年、東宝） - 演：マコ・イワマツ
- 戦国自衛隊1549（2005年、東宝） - 演：中尾明慶
- 茶々 天涯の貴妃（2007年、東映） - 演：渡部篤郎
- GOEMON（2009年、松竹） - 演：奥田瑛二
- 火天の城（2009年、東映） - 演：河本準一
- ギャルバサラ -戦国時代は圏外です-（2011年、角川） - 演：前田健
- のぼうの城（2012年、東宝） - 演：市村正親
- 利休にたずねよ（2013年、東映） - 演：大森南朋
- サムライ・ロック（2015年、スターキャット） - 演：本田剛文
- 信長協奏曲（2016年、東宝） - 演：山田孝之
- 本能寺ホテル（2017年、東宝） - 演：永野宗典
- 花戦さ（2017年、東映） - 演：四代目市川猿之助
- 関ヶ原（2017年、東宝） - 演：滝藤賢一
- 映画刀剣乱舞-継承-（2019年、東宝） - 演：八嶋智人
- ブレイブ-群青戦記-（2021年、東宝） - 演：池田純矢
- レジェンド&バタフライ（2023年、東映） - 演：音尾琢真
- もしも徳川家康が総理大臣になったら（2024年、東宝） - 演：竹中直人

## テレビドラマ

### 日本のテレビドラマ
NHK大河ドラマ
- 太閤記（1965年) - 演：緒形拳
- 天と地と（1969年） - 演：浜田光夫
- 春の坂道（1971年） - 演：二代目中村芝鶴
- 国盗り物語（1973年） - 演：火野正平
- 黄金の日日（1978年） - 演：緒形拳
- おんな太閤記（1981年） - 演：西田敏行
- 徳川家康（1983年） - 演：武田鉄矢
- 独眼竜政宗（1987年） - 演：勝新太郎
- 春日局（1989年） - 演：藤岡琢也
- 信長 KING OF ZIPANGU（1992年） - 演：仲村トオル
- 琉球の風（1993年） - 演：仲村トオル
- 秀吉（1996年） - 演：竹中直人
- 利家とまつ〜加賀百万石物語〜（2002年） - 演：香川照之
- 功名が辻（2006年） - 演：柄本明
- 天地人（2009年） - 演：笹野高史
- 江〜姫たちの戦国〜（2011年） - 演：岸谷五朗
- 軍師官兵衛（2014年） - 演：竹中直人
- 真田丸（2016年） - 演：小日向文世
- 麒麟がくる（2020年） - 演：佐々木蔵之介[1]
- どうする家康（2023年） - 演：ムロツヨシ[2]
- 豊臣兄弟!（2026年） - 演：池松壮亮[3]

NHKその他のテレビドラマ
- 真田太平記（1985年） - 演：長門裕之
- 加賀百万石〜母と子の戦国サバイバル（1999年） - 演：佐藤慶
- 大友宗麟〜心の王国を求めて（2004年） - 演：片岡鶴太郎
- スマホシリーズ（2020年 - 2023年） - 演：和田正人
  - 光秀のスマホ（2020年）[4]
  - 光秀のスマホ 歳末の陣（2020年）[5]
  - 信長のスマホ（2023年）[6]
  - 秀吉のスマホ（2023年）[7]

民放のテレビドラマ
- 仮面の忍者 赤影（1967年、関西テレビ） - 演：大辻伺郎
- 大坂城の女（1970年、関西テレビ） - 演：進藤英太郎
- 女人武蔵（1971年、関西テレビ） - 演：大村崑
- 関ヶ原（1981年、TBS） - 演：宇野重吉
- 女たちの大坂城（1983年、読売テレビ） - 演：三国連太郎
- 徳川家康（1988年、TBS） - 演：緒形拳
- 織田信長（1989年、TBS） - 演：黒崎輝
- 千利休 〜春を待つ雪間草のごとく〜（1990年、毎日放送） - 演：江守徹
- 武田信玄（1991年、TBS） - 演：柳沢慎吾
- 森蘭丸〜戦国を駆け抜けた若獅子〜（1993年、テレビ愛知） - 演：間寛平
- 織田信長（1994年、テレビ東京） - 演：三田村邦彦
- 愛と野望の独眼竜 伊達政宗（1995年、TBS） - 演：松方弘樹
- 家康が最も恐れた男 真田幸村（1998年、テレビ東京） - 演：中村嘉葎雄
- けろりの道頓 秀吉と女を争った男（1999年、関西テレビ） - 演：伊東四朗
- 国盗り物語（2005年、テレビ東京） - 演：岡田義徳
- 信長の棺（2006年、テレビ朝日） - 演：二代目中村梅雀
- 敵は本能寺にあり（2007年、テレビ朝日） - 演：竹中直人
- 明智光秀〜神に愛されなかった男〜（2007年、フジテレビ） - 演：柳葉敏郎
- 徳川家康と三人の女（2008年、テレビ朝日） - 演：片岡鶴太郎
- 寧々〜おんな太閤記（2011年、テレビ東京） - 演：二代目市川亀治郎
- 戦国疾風伝 二人の軍師 秀吉に天下を獲らせた男たち（2011年、テレビ東京） - 演：西田敏行
- 臥竜の天〜伊達政宗 独眼竜と呼ばれた男〜（2012年、BS-TBS） - 演：津川雅彦[8]
- 濃姫Ⅱ 戦国の女たち（2013年、テレビ朝日） - 演：えなりかずき
- 女信長（2013年、フジテレビ） - 演：伊勢谷友介
- 信長のシェフ Part1（2013年、テレビ朝日） - 演：ゴリ
  - 信長のシェフ Part2（2014年、テレビ朝日） - 演：ゴリ
- 信長協奏曲（2014年、フジテレビ） - 演：山田孝之
- 信長燃ゆ（2016年、テレビ東京） - 演：北村有起哉
- 石川五右衛門（2016年、テレビ東京） - 演：國村隼
- 桶狭間 OKEHAZAMA〜織田信長 覇王の誕生〜（2021年、フジテレビ） - 演：中尾明慶
- 新・信長公記〜クラスメイトは戦国武将〜（2022年、日本テレビ） - 演：西畑大吾、幼少期：小林郁大

### 海外のテレビドラマ
- 不滅の李舜臣（2004年、KBS） - 演：イ・ヒョジョン
- 火の女神ジョンイ（2013年、MBC） - 演：アン・ソックァン
- ・壬辰倭乱1592（朝鮮語版）（2016年、KBS・CCTV） - 演：イ・ジョンヒョン→キム・ウンス

## テレビアニメ
- まんが日本絵巻（1977年、TBS） - 声：加藤和夫（第5回）、石田太郎（第23回）、稲垣昭三（第42回）、吉水慶（第43回）
- まんが日本史（1983年、日本テレビ） - 声：辻三太郎、北村弘一
- イナズマイレブンGO クロノ・ストーン（2012年、テレビ東京） - 声：古島清孝
- ねこねこ日本史（2017年、NHK） - 声：真木駿一

## 舞台
- NOBUNAGA〈信長〉-下天の夢-（2016年6月 - 9月） - 演：美弥るりか
- 刀剣乱舞 ジョ伝 三つら星刀語り（2017年12月） - 演：川下大洋